# Andreas Voss (Schriftsteller)
Andreas Voss (* 12. März 1857 in Syke bei Bremen; † 9. April 1924 in Heiligendamm) war ein deutscher Gartenbauschriftsteller. Sein offizielles botanisches Autorenkürzel lautet „Voss“.

## Leben und Wirken
Voss war tätig als Gärtner in Hildesheim und in Göttingen. 
Er war Herausgeber der 3. Auflage von Vilmorin's Blumengärtnerei (1894–1896) und schrieb den Text dazu zusammen mit August Siebert. Er verfasste das Werk Botanisches Hilfs- und Wörterbuch, 6. Auflage 1922.
Er schrieb auch Internationale einheitliche Pflanzenbenennung, 1903 und Der Botanikerspiegel 1916.

## Ehrentaxon
Carl Ernst Otto Kuntze benannte ihm zu Ehren die Gattung Vossianthus, heute Synonym von Sparrmannia, aus der Pflanzenfamilie der Malvengewächse (Malvaceae).